# 朱其文
朱其文（1909年—1987年8月21日），男，江苏如皋人，中华人民共和国政治人物、外交官。

## 生平
朱其文是江苏如皋范湖洲人。1930年9月加入中国共产党，1947年12月，朱其文任中共哈尔滨特别市委员会常委、哈尔滨特别市市长、党组书记。1953年后，任中共中央政法委员会副秘书长、国务院第一办公室副主任。1958年，任中华人民共和国驻保加利亚大使。1962年，接替何伟，担任中华人民共和国驻越南大使。1969年，由王幼平接任。
1987年8月21日，因病医治无效，在北京去世，终年78岁。